# Kamakura
Kamakura ou Camacura (em japonês: 鎌倉市 -shi) é uma cidade localizada na província de Kanagawa, no Japão.
Em 2003, a cidade tinha uma população estimada em 168 137 habitantes e uma densidade populacional de 4 245,88 habitantes por quilómetro quadrado. Tem uma área total de 39,60 km². Recebeu o estatuto de cidade a 3 de Novembro de 1939.

## Cidades-irmãs

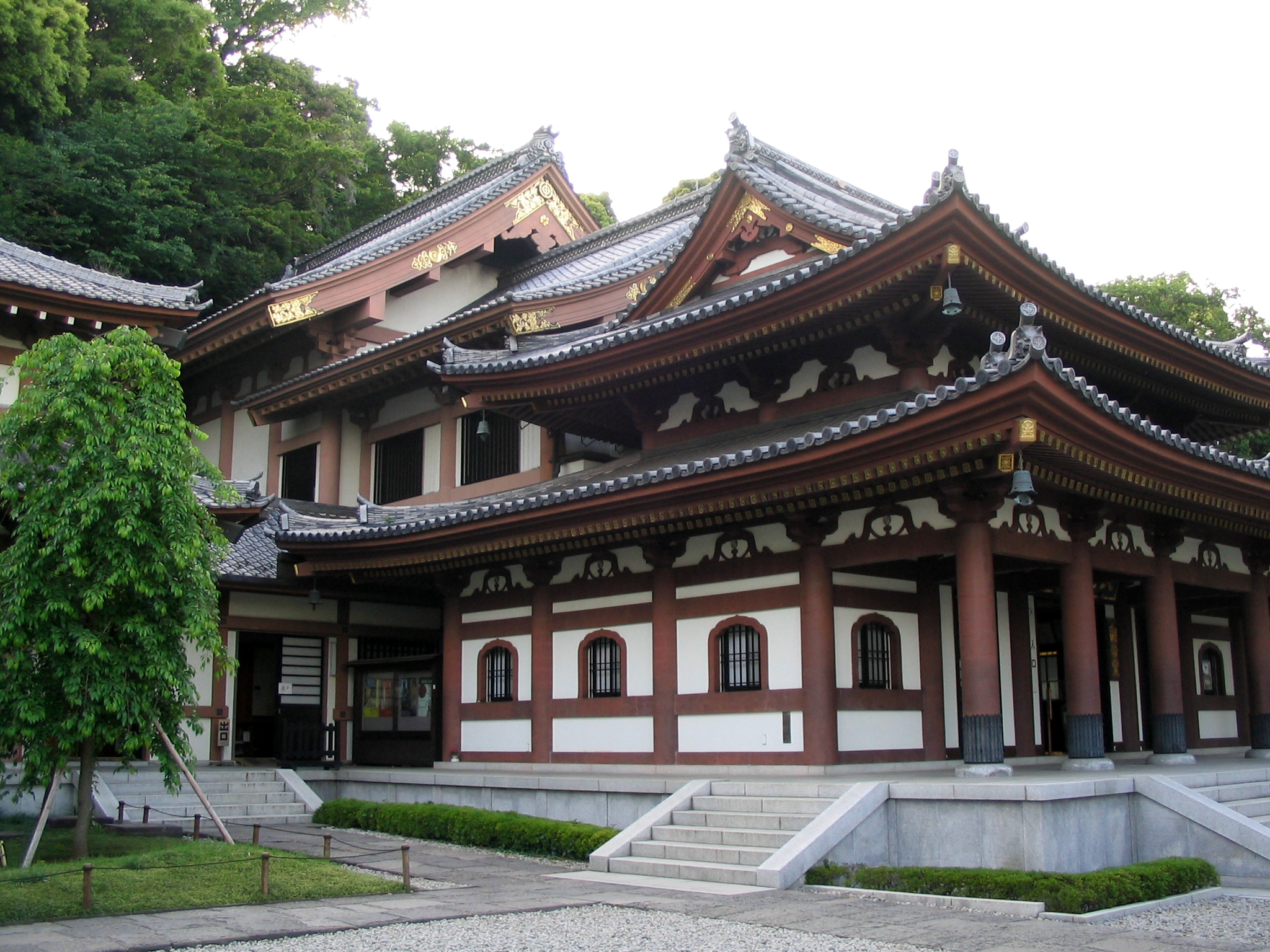
Templo em Kamakura

- Nice, França
- Ueda, Japão
- Hagi, Japão
- Ashikaga, Japão
- Dunhuang, ChinaTemplo em Kamakura